# Cádiz (Indiana)
Cádiz  (en inglés, Cadiz) es un pueblo ubicado en el condado de Henry en el estado estadounidense de Indiana. En el Censo de 2010 tenía una población de 150 habitantes y una densidad poblacional de 361,97 personas por km².

## Geografía
Cádiz se encuentra ubicado en las coordenadas 39°57′3″N 85°29′14″O / 39.95083, -85.48722. Según la Oficina del Censo de los Estados Unidos, Cádiz tiene una superficie total de 0.41 km², de la cual 0.41 km² corresponden a tierra firme y (0%) 0 km² es agua.

## Demografía
Según el censo de 2010, había 150 personas residiendo en Cádiz. La densidad de población era de 361,97 hab./km². De los 150 habitantes, Cádiz estaba compuesto por el 100% blancos, el 0% eran afroamericanos, el 0% eran amerindios, el 0% eran asiáticos, el 0% eran isleños del Pacífico, el 0% eran de otras razas y el 0% pertenecían a dos o más razas. Del total de la población el 2.67% eran hispanos o latinos de cualquier raza.